# Maria Mutagamba
Maria Emily Lubega Mutagamba, née le 5 septembre 1952, morte le 24 juin 2017, est une économiste et une femme politique ougandaise. Elle a été ministre  de 2000 à 2016, sur des postes différents, chargé notamment de la gestion de l'eau, de l'environnement puis du tourisme et de la préservation de la faune et du patrimoine. Elle a été précédemment une élue au Parlement de l'Ouganda pour le district de Rakai, de 2001 à 2016.

## Biographie
Mutagamba naît dans le district de Rakai, le 5 septembre 1952, au sein du Buganda. Elle étudie à la St Aloysius Senior Secondary School, Bwanda, district de Kalungu, avant de rejoindre le Mount St Mary's College, à Namagunga, dans le district de Mukono jusqu'en 1972. Elle fréquente l'université de Makerere, de 1973 à 1976, pour une formation en économie
Mutagamba travaille à la Banque de l'Ouganda , de 1976 à 1980. C'est là qu'elle rencontre celui qui devient son époux, Tarsis Matthew Mutagamba (mort en 2004). Elle reprend des études en programmation informatique à  l'École d'Informatique ICL à Nairobi, au Kenya, en 1980. Elle est administratrice de la banque de 1991 à 1999. 
Elle est élue à l'Assemblée constituante entre 1994 et 1995. Cette assemblée a pour tâche de débattre d'une nouvelle constitution, après les régimes autoritaires du maréchal Idi Amin Dada, remplacé en 1980 par le régime du président Milton Obote, tout aussi répressif, et leurs conséquences négatives sur l'économie. Le nouveau chef de l'État, Yoweri Museveni, tout en s'accrochant au pouvoir, relance l'économie et le multipartisme et amorce une évolution vers un régime un peu plus démocratique. 
À la fin des années 1990, elle complète sa formation, par un nouveau cursus, en management, à la John F. Kennedy School of government à Cambridge, Massachusetts, aux États-unis, dont elle sort en 1997. En 1999-2000, elle est secrétaire générale adjointe du Parti Démocratique de l'Ouganda, particulièrement bien implanté dans le Buganda, et appartenant à l'opposition. En 2000, elle est toutefois nommée ministre d’État pour les ressources en eau, puis en 2006, ministre de l'eau et de l'environnement, un poste qu'elle occupe jusqu'en 2012. L'accès en eau de qualité est une préoccupation majeure en Afrique bien que la ressource y soit disponible. L'accès à l'eau potable est passé en Ouganda de 30 % de la population en 2000 à 39 % en 2015, malgré la croissance de la population. Elle est Présidente du Conseil des ministres africains sur l'eau de 2004 à 2012, et coordinatrice du Forum mondial des femmes leaders pour l'eau et l'assainissement, de 2005 à 2012. Elle est également vice-présidente de l'équipe spéciale des Nations unies sur la Gestion Intégrée de l'Eau. Elle est connue pour ses analyses sur la gestion de l’approvisionnement en eau.
Elle devient ministre du tourisme, de la faune et du patrimoine du 15 août 2012, au 6 juin 2016, remplacée à cette date par Éphraïm Kamuntu. Elle lance un programme d'action à moyen et long terme dans les nouveaux domaines dont elle a la charge. Elle suspend en 2014 un haut responsable de la protection de la faune en Ouganda soupçonné après la disparition d'un stock d'ivoire. De façon plus anecdotique, elle se singularise également en faisant la promotion de la production locale de rolex, un plat pour manger sur le pouce, un rouleau garni d’œufs et de légumes  et enveloppé  dans du chapati,. Elle quitte la politique en 2016 en raison de la dégradation de son état de santé.
Mutagamba est morte  le 24 juin 2017 à Kampala à la suite des complications d'un cancer du foie, alors qu'elle souffrait également de calculs biliaires. Elle a été admise à l'hôpital trois semaines avant sa mort. Elle a été enterrée le 28 juin 2017 dans son village natal de Gamba village, de la circonscription de Kakuuto  dans le district de Rakai.